# فضای رنگ

مقایسه تعدادی RGB و مد رنگی سی‌ام‌وای‌کی روی فام‌داری x,y سی‌آی‌ای ۱۹۳۱

یک فضای رنگی، سازماندهی خاصی از رنگ‌ها در یک نرم‌افزار (Software) یا ابزار فیزیکی (Device) است.
گسترهٔ فضاهای رنگی با دیگری متفاوت است. بطوری که ممکن است یک فضای رنگی، بر یک فضای دیگر کاملاً محیط باشد؛ یا ممکن است اشتراک داشته باشند.
یک فضای رنگی در تعامل با ابزارهای فیزیکی دیگر و پروفایل رنگی امکان باز تولید و باز نمایش صحیح رنگ‌ها را فراهم می‌کند.